# Distretto elettorale di Uuvudhiya
Il distretto elettorale di Uuvudhiya è un distretto elettorale della Namibia situato nella Regione dell'Oshana con 4.114 abitanti al censimento del 2011. Il capoluogo è la città di Uuvudhiya.